# Last Time Around:Live at Legends
Last Time Around: Live at Legends è un album live di Junior Wells con Buddy Guy, pubblicato dalla Silverstone Records nel novembre 1998. Il disco fu registrato il 22 e 23 marzo del 1993 al Buddy Guy's Legends di Chicago, Illinois (Stati Uniti).

## Tracce
1. Seeds of Reed – 4:23 (a) Al Smith, Luther Dixon b) Jimmy Reed c) Jimmy Reed)
2. That's All Right – 3:48 (Jimmy Rodgers)
3. She's All Right/Still a Fool – 5:39 (McKinley Morganfield)
4. Hoochie Coochie Man – 5:40 (Willie Dixon)
5. What I'd Say (It's All Right) – 6:14 (Ray Charles)
6. Key to the Highway – 4:34 (William Broonzy, Charles Segar)
7. I've Been There – 8:39 (Buddy Guy)
8. Feelin' Good/What I'd Say – 4:01 (Herman Parker, Jr.)
9. Oh Baby/You Better Watch Yourself – 3:12 (Little Walter, Willie Dixon)
10. Hoodoo Man Blues – 6:34 (Amos Blakemore (Junior Wells))

## Musicisti
- Junior Wells - armonica, voce
- Buddy Guy - chitarra acustica, voce